# A Saucerful of Secrets
A Saucerful of Secrets este un album de studio al trupei Pink Floyd. A fost înregistrat la studiourile Abbey Road în diferite ocazii  în perioada dintre august 1967 și aprilie 1968. Datorită declinului mintal al lui Syd Barrett, acesta avea să fie ultimul album Pink Floyd pe care Syd va fi prezent. Acest album conține singura melodie la care au contribuit toți cei 5 membri ai formației, și anume: "Set The Controls for The Heart of the Sun". Totodată, este singurul album al formației în care Wright a avut cele mai multe contribuții vocale, la 4 din cele 7 cântece.

## Track listing
| Side one        |                                             |         |  |
| Nr.             | Titlu                                       | Lungime |  |
| 1.              | „Let There Be More Light”                   | 5:38    |  |
| 2.              | „Remember A Day”                            | 4:33    |  |
| 3.              | „Set the Controls for the Heart of the Sun” | 5:28    |  |
| 4.              | „Corporal Clegg”                            | 4:13    |  |
| Lungime totală: | Lungime totală:                             | 19:52   |  |

| Side two        |                                         |         |  |
| Nr.             | Titlu                                   | Lungime |  |
| 1.              | „A Saucerful of Secrets” (instrumental) | 11:57   |  |
| 2.              | „See-Saw”                               | 4:37    |  |
| 3.              | „Jugband Blues”                         | 3:00    |  |
| Lungime totală: | Lungime totală:                         | 19:33   |  |

## Single-uri
- "Let There Be More Light" (1968)
- "Jugband Blues" (1968)

## Componență
- Richard Wright - pian, orgă (Hammond și Farfisa), Mellotron, vibrafon, xilofon, fluier, voce
- Syd Barrett - chitară solo, voce
- Roger Waters - chitară bas, voce
- David Gilmour - chitară solo, kazoo
- Nick Mason - baterie, percuție, voce în "Corporal Clegg"